# Ystads IF
Ystads IF är en idrottsförening från Ystad i Sverige som bildades 1908. Klubben är mest känd för sina framgångar i handboll.

## Handboll
Handbollssektionen, Ystads IF HF, startade på allvar 1928 och vann SM för herrar 1976, 1992 och 2022.

## Fotboll
Fotbollssektionen heter Ystads IF FF, och har spelat i Sveriges andradivision, men spelar numera i Division 4 Herr Östra Skåne.

## Friidrott
Ystads IF har även en friidrottssektion som heter Ystads IF FI.